# Death metal mélodique
Pour les articles homonymes, voir mélodie (homonymie).
Genres dérivés
Metalcore mélodique
Le death metal mélodique (death mélodique, göteborg death, melodeath ou melodic death metal) est un sous-genre musical du death metal, ayant émergé en Suède au début des années 1990, avec comme précurseurs des groupes tels que At the Gates, In Flames ou Dark Tranquillity. Le genre mêle la brutalité du death metal aux mélodies du heavy metal. Les groupes de death metal mélodique étant majoritairement originaires de Scandinavie, notamment de Göteborg, le genre est également appelé « death de Göteborg » ou « NWOSDM » (New Wave of Swedish Death Metal, en référence à la New wave of British heavy metal (NWOBHM). Bien que les trois groupes cités plus haut soient officiellement les premiers groupes de death mélodique, le groupe Carcass incorporait déjà quelques éléments de ce style. D'ailleurs, après leur séparation, le guitariste Michael Amott créa Arch Enemy, un des plus importants groupes de la scène death mélodique actuelle.
En France, les groupes de death metal mélodiques sont nombreux. Parmi les plus connus, Loudblast, en 1993, est l'un des pionniers du death metal mélodique français avec leur album Sublime Dementia. Le death metal mélodique français est également marqué par l'arrivée en 1997 de Carcariass. Beaucoup de groupes français flirtent avec un mélange des genres, entre le brutal death metal, le thrash et le mélodique comme Massacra et Agressor.

## Histoire
L'origine du death melodique remonte à Edge of Sanity (1989), l'un des premiers groupes de Dan Swano. Cette formation, fortement influencée par des groupes de death metal américains (Death, Cannibal Corpse, Suffocation ou Morbid Angel) et principalement par la NWOBHM (Iron Maiden, Def Leppard, Venom,...) pose les fondements du death mélodique. Plus tard d'autres musiciens s'inspirent de Edge of Sanity et des groupes tels que At the Gates, In Flames, Dark Tranquillity ou encore Hypocrisy aideront à lancer la scène metal de Göteborg pendant le début des années 1990. Le groupe britannique Carcass, qui s'inspire initialement du grindcore (influencés par Napalm Death), s'oriente par la suite dans un style death metal melodique, aidant au développement et à la popularisation du genre avec leur album Heartwork, sorti en 1993. En parallèle, des groupes moins orientés death metal tels que Opeth ou Katatonia finnissent d'asseoir les bases de ce sous-genre de death metal.
Dès ses débuts, le death mélodique se démarque du death metal, en accordant, comme son nom l'indique, une très grande importance aux mélodies. Cependant, la brutalité n'est pas délaissée et devient également l'une des grandes caractéristiques du genre, créant un contrepoint avec le raffinement et la technicité des mélodies. Cette dynamique de brutalité et de finesse parachèvera et affirmera l'identité du genre. Bien qu'à l'origine exclusivement chanté en "death growls" (caractéristique de death metal) et en "high pitched screams" (caractéristique de black metal), l'apparition de voix claires vers la fin des années 1990 marquera un adoucissement du genre. L'album Projector du groupe Dark Tranquillity, chanté en grande partie en voix claire, en est le parfait exemple. Puis, dans les années 2000, l'électronique fera son apparition, notamment avec l'utilisation plus importante, voire inédite chez certains groupes, de claviers. Children of Bodom, à la sortie de leur premier album Something Wild en 1997, apportent une nouvelle évolution au genre. Si le death mélodique a toujours été influencé par le heavy metal[réf. souhaitée], le groupe mené par Alexi Laiho apporte beaucoup d'éléments issus du power metal et du speed mélodique. D'autres groupes de death metal mélodique évolueront dans cette logique, dont l'un des plus célèbres est Kalmah.
Plus récemment[Quand ?], certains groupes pionniers du genre comme In Flames, Soilwork ou encore Darkane, tendent à un mélange death metal mélodique et nu metal en délaissant les solos de guitare, les structures complexes et les chants criards et en incorporant dans leurs musiques des samples et autres arrangements électroniques. D'autres mélangeront le death metal mélodique avec des thèmes et des genres divers et variés. Ainsi, l'un des groupes les plus célèbres du genre, Amon Amarth, se caractérise par ses paroles aux thèmes vikings, faisant la part belle à la mythologie nordique. Certains groupes comme Eluveitie ou Ithilien mélangent folk metal et death metal mélodique.

## Caractéristiques
Contrairement à leur voisin géographique, le black metal, les groupes de death mélodique n'abordent pratiquement pas les thèmes du satanisme ou de la misanthropie dans leurs textes mais plutôt ceux de l'expressionnisme et de la critique sociale. Les thèmes des paroles tournent autour de l'angoisse existentielle, délivrent des diatribes contre l'endoctrinement et la conformité, critiquent ou se moquent du genre humain et de ses travers, tout en gardant une certaine sensibilité et un recul difficiles à retrouver dans des groupes de death metal plus classiques. Dans l'ensemble, les paroles de death mélodique prônent l'individualisme et le libre-arbitre, et à moindre mesure le retour aux principes fondamentaux.
Le travail des guitares reprend le principe des riffs du death metal, c'est-à-dire des riffs rapides et puissants, très souvent rythmés sur la base des cordes graves à vide (palm mutes), avec des nuances focalisées sur des mélodies efficaces, complexes et entrainantes, utilisant des gammes inspirées du rock progressif des années 1970, du flamenco ou de musiques locales (folk scandinave, relativement similaire a la musique irlandaise et celte). Les structures musicales et rythmiques changent fréquemment.
Le death metal mélodique reprend généralement aussi le même type d'accordages de guitare que ceux du death metal en général, à savoir des accordages très graves, souvent en Do (soit deux tons en dessous de l'accordage standard). La plupart des groupes ont deux guitaristes, qui jouent en harmonie pendant les riffs principaux. Si le death metal privilégie largement des guitares à forte distorsion et des voix utilisant le chant guttural, le death metal mélodique s'autorise plus aisément l'utilisation de guitares acoustiques et l'emploi occasionnel de voix claires.

## Descendances
Le death mélodique suédois a par la suite donné naissance à d'autres sous-styles apparus après les années 2000 tels que le deathcore (Suicide Silence, Thy Art Is Murder, Whitechapel, Parkway Drive...) ou à moindre échelle le djent mélodique (Animals as Leaders, Periphery, Tesseract...).

## Groupes notables
Les groupes de death metal mélodique notables incluent :
- All That Remains[2],[3],
- Amaranthe[4],
- Amon Amarth[5],[6],
- Arch Enemy[7],[8],
- As I Lay Dying[9],
- At the Gates[10],[11],
- Avatar[12],
- Before the Dawn[13],
- Be'lakor[14],
- Carcass[15],
- Carcariass[16],
- Children of Bodom[17],
- Dark Age[18],
- Dark Tranquillity[19],
- Darkane[20],
- Darkest Hour[21],
- Dimension Zero[22],
- Edge of Sanity[23],
- Eluveitie[24],
- Eternal Tears of Sorrow[25],
- Haggard[26],
- Hypocrisy[27],
- In Flames[28],[29],[30],
- Insomnium[31],
- Ithilien[32]
- Kalmah[33],
- Mors Principium Est[34],
- Norther[35],
- Nekrogoblikon,
- Omnium Gatherum[36],
- Persefone[37],[38]
- Scar Symmetry[39],
- Soilwork[40],
- Sonic Syndicate (débuts)[41],
- Swallow the Sun
- The Agonist[42],
- The Unguided[43],
- Wintersun[44],
- Xandria[45],
- Zonaria[46].